# Gorazd Robnik
Gorazd Robnik, slovenski smučarski skakalec in nordijski kombinatorec, * 11. julij 1978.
Robnik je leta 1998 osvojil bronasto medaljo na ekipni tekmi svetovnega mladinskega prvenstva v nordijski kombinaciji v St. Moritzu. V svetovnem pokalu v smučarskih skokih je v sezoni 1997/98 nastopil na dveh posamičnih tekmah na Bloudkovi velikanki v Planici, ko je zasedel 42. in 50. mesto. V kontinentalnem pokalu je med letoma 2002 in 2008 nastopil na 75-ih tekmah, na katerih se je 50-krat uvrstil med dobitnike točk in dvanajstkrat v prvo deseterico. Najboljšo uvrstitev je dosegel s petim mestom, ki ga je osvojil 20. januarja 2002 v Courchevelu, 14. februarja 2004 v Westbyju in 10. julija 2004 v Velenju. Najboljšo uvrstitev v skupnem seštevku kontinentalnega pokala je osvojil v sezoni 2001/02, ko je zasedel 40. mesto. Leta 2004 je postal slovenski državni prvak na srednji skakalnici v Planici.